# Super League I/Ergebnisse
Diese Liste enthält die Ergebnisse der regulären Saison der Super League I. Da in der ersten und zweiten Super-League-Saison keine Playoffs stattfanden, war der Tabellenerste nach Ende der regulären Saison auch der Meister. Die reguläre Saison der Super League I startete am 29. März und endete am 26. August 1996. Sie umfasste 22 Runden.

## Runde 1
| 29. März | Paris Saint-Germain | 30 : 24 | Sheffield Eagles | Stade Sébastien Charléty, Paris Zuschauer: 17.873 Schiedsrichter: Stuart Cummings |
| 29. März | Bericht             |         |                  | Stade Sébastien Charléty, Paris Zuschauer: 17.873 Schiedsrichter: Stuart Cummings |

| 30. März | Halifax Blue Sox | 22 : 24 | London Broncos | Thrum Hall, Halifax Zuschauer: 4.773 Schiedsrichter: Colin Morris |
| 30. März | Bericht          |         |                | Thrum Hall, Halifax Zuschauer: 4.773 Schiedsrichter: Colin Morris |

| 30. März | Oldham Bears | 16 : 56 | Wigan Warriors | Boundary Park, Oldham Zuschauer: 7.709 Schiedsrichter: David Campbell |
| 30. März | Bericht      |         |                | Boundary Park, Oldham Zuschauer: 7.709 Schiedsrichter: David Campbell |

| 31. März | Bradford Bulls | 30 : 18 | Castleford Tigers | Odsal Stadium, Bradford Zuschauer: 10.027 Schiedsrichter: Robert Connolly |
| 31. März | Bericht        |         |                   | Odsal Stadium, Bradford Zuschauer: 10.027 Schiedsrichter: Robert Connolly |

| 31. März | Leeds   | 18 : 22 | Warrington Wolves | Headingley Carnegie Stadium, Leeds Zuschauer: 10.036 Schiedsrichter: Russell Smith |
| 31. März | Bericht |         |                   | Headingley Carnegie Stadium, Leeds Zuschauer: 10.036 Schiedsrichter: Russell Smith |

| 31. März | Workington Town | 0 : 62 | St Helens | Derwent Park, Workington Zuschauer: 3.461 Schiedsrichter: Steve Presley |
| 31. März | Bericht         |        |           | Derwent Park, Workington Zuschauer: 3.461 Schiedsrichter: Steve Presley |

## Runde 2
| 4. April | London Broncos | 38 : 22 | Paris Saint-Germain | The Valley, London Zuschauer: 9.638 Schiedsrichter: David Campbell |
| 4. April | Bericht        |         |                     | The Valley, London Zuschauer: 9.638 Schiedsrichter: David Campbell |

| 5. April | Castleford Tigers | 26 : 23 | Leeds | Wheldon Road, Castleford Zuschauer: 7.179 Schiedsrichter: Robert Connolly |
| 5. April | Bericht           |         |       | Wheldon Road, Castleford Zuschauer: 7.179 Schiedsrichter: Robert Connolly |

| 5. April | Oldham Bears | 34 : 22 | Halifax Blue Sox | The Watersheddings, Oldham Zuschauer: 3.932 Schiedsrichter: Karl Kirkpatrick |
| 5. April | Bericht      |         |                  | The Watersheddings, Oldham Zuschauer: 3.932 Schiedsrichter: Karl Kirkpatrick |

| 5. April | St Helens | 41 : 26 | Wigan Warriors | Knowsley Road, St Helens Zuschauer: 15.883 Schiedsrichter: Stuart Cummings |
| 5. April | Bericht   |         |                | Knowsley Road, St Helens Zuschauer: 15.883 Schiedsrichter: Stuart Cummings |

| 5. April | Sheffield Eagles | 40 : 24 | Bradford Bulls | Don Valley Stadium, Sheffield Zuschauer: 5.202 Schiedsrichter: Russell Smith |
| 5. April | Bericht          |         |                | Don Valley Stadium, Sheffield Zuschauer: 5.202 Schiedsrichter: Russell Smith |

| 5. April | Warrington Wolves | 45 : 30 | Workington Town | Wilderspool Stadium, Warrington Zuschauer: 4.511 Schiedsrichter: John Connolly |
| 5. April | Bericht           |         |                 | Wilderspool Stadium, Warrington Zuschauer: 4.511 Schiedsrichter: John Connolly |

## Runde 3
| 8. April | Bradford Bulls | 31 : 24 | London Broncos | Odsal Stadium, Bradford Zuschauer: 7.192 Schiedsrichter: Alan Bates |
| 8. April | Bericht        |         |                | Odsal Stadium, Bradford Zuschauer: 7.192 Schiedsrichter: Alan Bates |

| 8. April | Leeds   | 24 : 46 | St Helens | Headingley Carnegie Stadium, Leeds Zuschauer: 11.848 Schiedsrichter: Russell Smith |
| 8. April | Bericht |         |           | Headingley Carnegie Stadium, Leeds Zuschauer: 11.848 Schiedsrichter: Russell Smith |

| 8. April | Paris Saint-Germain | 24 : 24 | Oldham Bears | Stade Sébastien Charléty, Paris Zuschauer: 6.327 Schiedsrichter: John Connolly |
| 8. April | Bericht             |         |              | Stade Sébastien Charléty, Paris Zuschauer: 6.327 Schiedsrichter: John Connolly |

| 8. April | Wigan Warriors | 42 : 12 | Warrington Wolves | Central Park, Wigan Zuschauer: 14.620 Schiedsrichter: Colin Morris |
| 8. April | Bericht        |         |                   | Central Park, Wigan Zuschauer: 14.620 Schiedsrichter: Colin Morris |

| 8. April | Workington Town | 22 : 54 | Sheffield Eagles | Derwent Park, Workington Zuschauer: 1.904 Schiedsrichter: Steve Presley |
| 8. April | Bericht         |         |                  | Derwent Park, Workington Zuschauer: 1.904 Schiedsrichter: Steve Presley |

| 9. April | Halifax Blue Sox | 30 : 34 | Castleford Tigers | Thrum Hall, Halifax Zuschauer: 4.791 Schiedsrichter: David Campbell |
| 9. April | Bericht          |         |                   | Thrum Hall, Halifax Zuschauer: 4.791 Schiedsrichter: David Campbell |

## Runde 4
| 12. April | Warrington Wolves | 16 : 10 | Halifax Blue Sox | Wilderspool Stadium, Warrington Zuschauer: 3.721 Schiedsrichter: Stuart Cummings |
| 12. April | Bericht           |         |                  | Wilderspool Stadium, Warrington Zuschauer: 3.721 Schiedsrichter: Stuart Cummings |

| 13. April | Oldham Bears | 25 : 16 | Leeds | The Watersheddings, Oldham Zuschauer: 3.350 Schiedsrichter: John Connolly |
| 13. April | Bericht      |         |       | The Watersheddings, Oldham Zuschauer: 3.350 Schiedsrichter: John Connolly |

| 13. April | Paris Saint-Germain | 34 : 12 | Workington Town | Stade Sébastien Charléty, Paris Zuschauer: 6.534 Schiedsrichter: Robert Connolly |
| 13. April | Bericht             |         |                 | Stade Sébastien Charléty, Paris Zuschauer: 6.534 Schiedsrichter: Robert Connolly |

| 14. April | Castleford Tigers | 10 : 28 | Wigan Warriors | Wheldon Road, Castleford Zuschauer: 7.985 Schiedsrichter: Colin Morris |
| 14. April | Bericht           |         |                | Wheldon Road, Castleford Zuschauer: 7.985 Schiedsrichter: Colin Morris |

| 14. April | St Helens | 26 : 20 | Bradford Bulls | Knowsley Road, St Helens Zuschauer: 10.010 Schiedsrichter: Russell Smith |
| 14. April | Bericht   |         |                | Knowsley Road, St Helens Zuschauer: 10.010 Schiedsrichter: Russell Smith |

| 14. April | Sheffield Eagles | 34 : 18 | London Broncos | Don Valley Stadium, Sheffield Zuschauer: 3.888 Schiedsrichter: Steve Presley |
| 14. April | Bericht          |         |                | Don Valley Stadium, Sheffield Zuschauer: 3.888 Schiedsrichter: Steve Presley |

## Runde 5
| 19. April | Wigan Warriors | 22 : 6 | Bradford Bulls | Central Park, Wigan Zuschauer: 9.872 Schiedsrichter: David Campbell |
| 19. April | Bericht        |        |                | Central Park, Wigan Zuschauer: 9.872 Schiedsrichter: David Campbell |

| 20. April | Castleford Tigers | 20 : 24 | Oldham Bears | Wheldon Road, Castleford Zuschauer: 4.396 Schiedsrichter: Colin Morris |
| 20. April | Bericht           |         |              | Wheldon Road, Castleford Zuschauer: 4.396 Schiedsrichter: Colin Morris |

| 21. April | Halifax Blue Sox | 28 : 30 | St Helens | Thrum Hall, Halifax Zuschauer: 6.260 Schiedsrichter: John Connolly |
| 21. April | Bericht          |         |           | Thrum Hall, Halifax Zuschauer: 6.260 Schiedsrichter: John Connolly |

| 21. April | Leeds   | 36 : 22 | Sheffield Eagles | Headingley Carnegie Stadium, Leeds Zuschauer: 9.039 Schiedsrichter: Karl Kirkpatrick |
| 21. April | Bericht |         |                  | Headingley Carnegie Stadium, Leeds Zuschauer: 9.039 Schiedsrichter: Karl Kirkpatrick |

| 21. April | London Broncos | 58 : 0 | Workington Town | The Valley, London Zuschauer: 4.138 Schiedsrichter: Russell Smith |
| 21. April | Bericht        |        |                 | The Valley, London Zuschauer: 4.138 Schiedsrichter: Russell Smith |

| 21. April | Warrington Wolves | 48 : 24 | Paris Saint-Germain | Wilderspool Stadium, Warrington Zuschauer: 4.123 Schiedsrichter: Steve Presley |
| 21. April | Bericht           |         |                     | Wilderspool Stadium, Warrington Zuschauer: 4.123 Schiedsrichter: Steve Presley |

## Runde 6
| 3. Mai | Sheffield Eagles | 20 : 12 | Castleford Tigers | Don Valley Stadium, Sheffield Zuschauer: 5.486 Schiedsrichter: Stuart Cummings, Steve Ganson |
| 3. Mai | Bericht          |         |                   | Don Valley Stadium, Sheffield Zuschauer: 5.486 Schiedsrichter: Stuart Cummings, Steve Ganson |

| 5. Mai | Bradford Bulls | 36 : 14 | Warrington Wolves | Odsal Stadium, Bradford Zuschauer: 9.278 Schiedsrichter: Colin Morris |
| 5. Mai | Bericht        |         |                   | Odsal Stadium, Bradford Zuschauer: 9.278 Schiedsrichter: Colin Morris |

| 5. Mai | Leeds   | 20 : 27 | London Broncos | Headingley Carnegie Stadium, Leeds Zuschauer: 9.000 Schiedsrichter: Russell Smith |
| 5. Mai | Bericht |         |                | Headingley Carnegie Stadium, Leeds Zuschauer: 9.000 Schiedsrichter: Russell Smith |

| 5. Mai | St Helens | 66 : 18 | Oldham Bears | Knowsley Road, St Helens Zuschauer: 10.181 Schiedsrichter: John Connolly |
| 5. Mai | Bericht   |         |              | Knowsley Road, St Helens Zuschauer: 10.181 Schiedsrichter: John Connolly |

| 5. Mai | Wigan Warriors | 76 : 8 | Paris Saint-Germain | Central Park, Wigan Zuschauer: 10.675 Schiedsrichter: Steve Presley |
| 5. Mai | Bericht        |        |                     | Central Park, Wigan Zuschauer: 10.675 Schiedsrichter: Steve Presley |

| 6. Mai | Workington Town | 18 : 18 | Halifax Blue Sox | Derwent Park, Workington Zuschauer: 2.215 Schiedsrichter: Robert Connolly |
| 6. Mai | Bericht         |         |                  | Derwent Park, Workington Zuschauer: 2.215 Schiedsrichter: Robert Connolly |

## Runde 7
| 10. Mai | Oldham Bears | 10 : 30 | Bradford Bulls | The Watersheddings, Oldham Zuschauer: 4.228 Schiedsrichter: Robert Connolly |
| 10. Mai | Bericht      |         |                | The Watersheddings, Oldham Zuschauer: 4.228 Schiedsrichter: Robert Connolly |

| 10. Mai | Paris Saint-Germain | 14 : 40 | Leeds | Stade Sébastien Charléty, Paris Zuschauer: 15.107 Schiedsrichter: David Campbell |
| 10. Mai | Bericht             |         |       | Stade Sébastien Charléty, Paris Zuschauer: 15.107 Schiedsrichter: David Campbell |

| 12. Mai | Castleford Tigers | 50 : 16 | Workington Town | Wheldon Road, Castleford Zuschauer: 3.605 Schiedsrichter: John Connolly |
| 12. Mai | Bericht           |         |                 | Wheldon Road, Castleford Zuschauer: 3.605 Schiedsrichter: John Connolly |

| 12. Mai | St Helens | 24 : 22 | London Broncos | Knowsley Road, St Helens Zuschauer: 7.225 Schiedsrichter: Steve Presley |
| 12. Mai | Bericht   |         |                | Knowsley Road, St Helens Zuschauer: 7.225 Schiedsrichter: Steve Presley |

| 12. Mai | Warrington Wolves | 36 : 26 | Sheffield Eagles | Wilderspool Stadium, Warrington Zuschauer: 3.906 Schiedsrichter: Russell Smith |
| 12. Mai | Bericht           |         |                  | Wilderspool Stadium, Warrington Zuschauer: 3.906 Schiedsrichter: Russell Smith |

| 14. Mai | Halifax Blue Sox | 4 : 50 | Wigan Warriors | Thrum Hall, Halifax Zuschauer: 5.269 Schiedsrichter: Stuart Cummings |
| 14. Mai | Bericht          |        |                | Thrum Hall, Halifax Zuschauer: 5.269 Schiedsrichter: Stuart Cummings |

## Runde 8
| 17. Mai | Warrington Wolves | 24 : 25 | St Helens | Wilderspool Stadium, Warrington Zuschauer: 6.508 Schiedsrichter: David Campbell |
| 17. Mai | Bericht           |         |           | Wilderspool Stadium, Warrington Zuschauer: 6.508 Schiedsrichter: David Campbell |

| 18. Mai | Workington Town | 16 : 64 | Wigan Warriors | Derwent Park, Workington Zuschauer: 3.176 Schiedsrichter: Russell Smith |
| 18. Mai | Bericht         |         |                | Derwent Park, Workington Zuschauer: 3.176 Schiedsrichter: Russell Smith |

| 19. Mai | Bradford Bulls | 60 : 32 | Paris Saint-Germain | Odsal Stadium, Bradford Zuschauer: 8.194 Schiedsrichter: John Connolly |
| 19. Mai | Bericht        |         |                     | Odsal Stadium, Bradford Zuschauer: 8.194 Schiedsrichter: John Connolly |

| 19. Mai | Castleford Tigers | 20 : 21 | London Broncos | Wheldon Road, Castleford Zuschauer: 3.489 Schiedsrichter: Stuart Cummings |
| 19. Mai | Bericht           |         |                | Wheldon Road, Castleford Zuschauer: 3.489 Schiedsrichter: Stuart Cummings |

| 19. Mai | Leeds   | 18 : 32 | Halifax Blue Sox | Headingley Carnegie Stadium, Leeds Zuschauer: 10.028 Schiedsrichter: Steve Presley |
| 19. Mai | Bericht |         |                  | Headingley Carnegie Stadium, Leeds Zuschauer: 10.028 Schiedsrichter: Steve Presley |

| 19. Mai | Sheffield Eagles | 23 : 10 | Oldham Bears | Don Valley Stadium, Sheffield Zuschauer: 4.076 Schiedsrichter: Colin Morris |
| 19. Mai | Bericht          |         |              | Don Valley Stadium, Sheffield Zuschauer: 4.076 Schiedsrichter: Colin Morris |

## Runde 9
| 24. Mai | Bradford Bulls | 54 : 8 | Leeds | Odsal Stadium, Bradford Zuschauer: 10.229 Schiedsrichter: David Campbell |
| 24. Mai | Bericht        |        |       | Odsal Stadium, Bradford Zuschauer: 10.229 Schiedsrichter: David Campbell |

| 25. Mai | Warrington Wolves | 28 : 24 | London Broncos | Wilderspool Stadium, Warrington Zuschauer: 3.772 Schiedsrichter: Russell Smith |
| 25. Mai | Bericht           |         |                | Wilderspool Stadium, Warrington Zuschauer: 3.772 Schiedsrichter: Russell Smith |

| 26. Mai | Oldham Bears | 27 : 29 | Workington Town | The Watersheddings, Oldham Zuschauer: 2.228 Schiedsrichter: Karl Kirkpatrick |
| 26. Mai | Bericht      |         |                 | The Watersheddings, Oldham Zuschauer: 2.228 Schiedsrichter: Karl Kirkpatrick |

| 27. Mai | Paris Saint-Germain | 10 : 38 | Halifax Blue Sox | Stade Sébastien Charléty, Paris Zuschauer: 5.832 Schiedsrichter: Colin Morris |
| 27. Mai | Bericht             |         |                  | Stade Sébastien Charléty, Paris Zuschauer: 5.832 Schiedsrichter: Colin Morris |

| 27. Mai | St Helens | 62 : 24 | Castleford Tigers | Knowsley Road, St Helens Zuschauer: 8.239 Schiedsrichter: Robert Connolly |
| 27. Mai | Bericht   |         |                   | Knowsley Road, St Helens Zuschauer: 8.239 Schiedsrichter: Robert Connolly |

| 29. Mai | Wigan Warriors | 50 : 6 | Sheffield Eagles | Central Park, Wigan Zuschauer: 9.158 Schiedsrichter: Steve Presley |
| 29. Mai | Bericht        |        |                  | Central Park, Wigan Zuschauer: 9.158 Schiedsrichter: Steve Presley |

## Runde 10
| 31. Mai | Castleford Tigers | 17 : 22 | Warrington Wolves | Wheldon Road, Castleford Zuschauer: 2.874 Schiedsrichter: Stuart Cummings |
| 31. Mai | Bericht           |         |                   | Wheldon Road, Castleford Zuschauer: 2.874 Schiedsrichter: Stuart Cummings |

| 1. Juni | Leeds   | 20 : 40 | Wigan Warriors | Headingley Carnegie Stadium, Leeds Zuschauer: 9.508 Schiedsrichter: Steve Presley |
| 1. Juni | Bericht |         |                | Headingley Carnegie Stadium, Leeds Zuschauer: 9.508 Schiedsrichter: Steve Presley |

| 2. Juni | Bradford Bulls | 52 : 4 | Workington Town | Odsal Stadium, Bradford Zuschauer: 8.658 Schiedsrichter: Colin Morris |
| 2. Juni | Bericht        |        |                 | Odsal Stadium, Bradford Zuschauer: 8.658 Schiedsrichter: Colin Morris |

| 2. Juni | Halifax Blue Sox | 33 : 30 | Sheffield Eagles | Thrum Hall, Halifax Zuschauer: 4.287 Schiedsrichter: Robert Connolly |
| 2. Juni | Bericht          |         |                  | Thrum Hall, Halifax Zuschauer: 4.287 Schiedsrichter: Robert Connolly |

| 2. Juni | London Broncos | 28 : 22 | Oldham Bears | The Valley, London Zuschauer: 6.000 Schiedsrichter: Bill Harrigan |
| 2. Juni | Bericht        |         |              | The Valley, London Zuschauer: 6.000 Schiedsrichter: Bill Harrigan |

| 2. Juni | St Helens | 52 : 10 | Paris Saint-Germain | Knowsley Road, St Helens Zuschauer: 8.548 Schiedsrichter: John Connolly |
| 2. Juni | Bericht   |         |                     | Knowsley Road, St Helens Zuschauer: 8.548 Schiedsrichter: John Connolly |

## Runde 11
| 7. Juni | Paris Saint-Germain | 22 : 54 | Castleford Tigers | Stade Sébastien Charléty, Paris Zuschauer: 6.618 Schiedsrichter: John Connolly |
| 7. Juni | Bericht             |         |                   | Stade Sébastien Charléty, Paris Zuschauer: 6.618 Schiedsrichter: John Connolly |

| 8. Juni | Sheffield Eagles | 32 : 43 | St Helens | Cardiff Arms Park, Cardiff Zuschauer: 6.708 Schiedsrichter: David Campbell |
| 8. Juni | Bericht          |         |           | Cardiff Arms Park, Cardiff Zuschauer: 6.708 Schiedsrichter: David Campbell |

| 9. Juni | Halifax Blue Sox | 20 : 22 | Bradford Bulls | Thrum Hall, Halifax Zuschauer: 7.187 Schiedsrichter: Bill Harrigan |
| 9. Juni | Bericht          |         |                | Thrum Hall, Halifax Zuschauer: 7.187 Schiedsrichter: Bill Harrigan |

| 9. Juni | Oldham Bears | 35 : 24 | Warrington Wolves | The Watersheddings, Oldham Zuschauer: 3.243 Schiedsrichter: Stuart Cummings |
| 9. Juni | Bericht      |         |                   | The Watersheddings, Oldham Zuschauer: 3.243 Schiedsrichter: Stuart Cummings |

| 9. Juni | Wigan Warriors | 18 : 18 | London Broncos | Central Park, Wigan Zuschauer: 9.189 Schiedsrichter: Colin Morris |
| 9. Juni | Bericht        |         |                | Central Park, Wigan Zuschauer: 9.189 Schiedsrichter: Colin Morris |

| 9. Juni | Workington Town | 18 : 48 | Leeds | Derwent Park, Workington Zuschauer: 2.949 Schiedsrichter: Karl Kirkpatrick |
| 9. Juni | Bericht         |         |       | Derwent Park, Workington Zuschauer: 2.949 Schiedsrichter: Karl Kirkpatrick |

## Runde 12
| 14. Juni | Warrington Wolves | 36 : 12 | Leeds | Wilderspool Stadium, Warrington Zuschauer: 5.580 Schiedsrichter: Stuart Cummings |
| 14. Juni | Bericht           |         |       | Wilderspool Stadium, Warrington Zuschauer: 5.580 Schiedsrichter: Stuart Cummings |

| 15. Juni | Sheffield Eagles | 52 : 18 | Paris Saint-Germain | Don Valley Stadium, Sheffield Zuschauer: 5.350 Schiedsrichter: Steve Presley |
| 15. Juni | Bericht          |         |                     | Don Valley Stadium, Sheffield Zuschauer: 5.350 Schiedsrichter: Steve Presley |

| 16. Juni | Castleford Tigers | 26 : 23 | Bradford Bulls | Wheldon Road, Castleford Zuschauer: 6.275 Schiedsrichter: David Campbell |
| 16. Juni | Bericht           |         |                | Wheldon Road, Castleford Zuschauer: 6.275 Schiedsrichter: David Campbell |

| 16. Juni | London Broncos | 24 : 52 | Halifax Blue Sox | The Valley, London Zuschauer: 4.218 Schiedsrichter: Bill Harrigan |
| 16. Juni | Bericht        |         |                  | The Valley, London Zuschauer: 4.218 Schiedsrichter: Bill Harrigan |

| 16. Juni | St Helens | 60 : 16 | Workington Town | Knowsley Road, St Helens Zuschauer: 7.237 Schiedsrichter: Colin Morris |
| 16. Juni | Bericht   |         |                 | Knowsley Road, St Helens Zuschauer: 7.237 Schiedsrichter: Colin Morris |

| 16. Juni | Wigan Warriors | 44 : 16 | Oldham Bears | Central Park, Wigan Zuschauer: 7.226 Schiedsrichter: Russell Smith |
| 16. Juni | Bericht        |         |              | Central Park, Wigan Zuschauer: 7.226 Schiedsrichter: Russell Smith |

## Runde 13
| 21. Juni | Wigan Warriors | 35 : 19 | St Helens | Central Park, Wigan Zuschauer: 20.429 Schiedsrichter: David Campbell |
| 21. Juni | Bericht        |         |           | Central Park, Wigan Zuschauer: 20.429 Schiedsrichter: David Campbell |

| 22. Juni | Leeds Rhinos | 25 : 18 | Castleford Tigers | Headingley Carnegie Stadium, Leeds Zuschauer: 6.242 Schiedsrichter: Bill Harrigan |
| 22. Juni | Bericht      |         |                   | Headingley Carnegie Stadium, Leeds Zuschauer: 6.242 Schiedsrichter: Bill Harrigan |

| 22. Juni | Paris Saint-Germain | 24 : 26 | Warrington Wolves | Stade Sébastien Charléty, Paris Zuschauer: 5.254 Schiedsrichter: Steve Presley |
| 22. Juni | Bericht             |         |                   | Stade Sébastien Charléty, Paris Zuschauer: 5.254 Schiedsrichter: Steve Presley |

| 23. Juni | Bradford Bulls | 64 : 22 | Sheffield Eagles | Odsal Stadium, Bradford Zuschauer: 8.359 Schiedsrichter: Stuart Cummings |
| 23. Juni | Bericht        |         |                  | Odsal Stadium, Bradford Zuschauer: 8.359 Schiedsrichter: Stuart Cummings |

| 23. Juni | Halifax Blue Sox | 14 : 20 | Oldham Bears | Thrum Hall, Halifax Zuschauer: 4.591 Schiedsrichter: Russell Smith |
| 23. Juni | Bericht          |         |              | Thrum Hall, Halifax Zuschauer: 4.591 Schiedsrichter: Russell Smith |

| 23. Juni | Workington Town | 6 : 34 | London Broncos | Derwent Park, Workington Zuschauer: 1.400 Schiedsrichter: Karl Kirkpatrick |
| 23. Juni | Bericht         |        |                | Derwent Park, Workington Zuschauer: 1.400 Schiedsrichter: Karl Kirkpatrick |

## Runde 14
| 28. Juni | Oldham Bears | 24 : 6 | Paris Saint-Germain | Boundary Park, Oldham Zuschauer: 2.548 Schiedsrichter: Robert Connolly |
| 28. Juni | Bericht      |        |                     | Boundary Park, Oldham Zuschauer: 2.548 Schiedsrichter: Robert Connolly |

| 29. Juni | London Broncos | 16 : 22 | Bradford Bulls | The Valley, London Zuschauer: 4.524 Schiedsrichter: Stuart Cummings |
| 29. Juni | Bericht        |         |                | The Valley, London Zuschauer: 4.524 Schiedsrichter: Stuart Cummings |

| 29. Juni | Sheffield Eagles | 32 : 16 | Workington Town | Don Valley Stadium, Sheffield Zuschauer: 3.468 Schiedsrichter: Peter Taberner |
| 29. Juni | Bericht          |         |                 | Don Valley Stadium, Sheffield Zuschauer: 3.468 Schiedsrichter: Peter Taberner |

| 30. Juni | Castleford Tigers | 20 : 24 | Halifax Blue Sox | Wheldon Road, Castleford Zuschauer: 4.194 Schiedsrichter: Alan Bates |
| 30. Juni | Bericht           |         |                  | Wheldon Road, Castleford Zuschauer: 4.194 Schiedsrichter: Alan Bates |

| 30. Juni | St Helens | 42 : 16 | Leeds | Knowsley Road, St Helens Zuschauer: 8.702 Schiedsrichter: John Connolly |
| 30. Juni | Bericht   |         |       | Knowsley Road, St Helens Zuschauer: 8.702 Schiedsrichter: John Connolly |

| 30. Juni | Warrington Wolves | 0 : 21 | Wigan Warriors | Wilderspool Stadium, Warrington Zuschauer: 8.103 Schiedsrichter: Steve Presley |
| 30. Juni | Bericht           |        |                | Wilderspool Stadium, Warrington Zuschauer: 8.103 Schiedsrichter: Steve Presley |

## Runde 15
| 5. Juli | Bradford Bulls | 50 : 22 | St Helens | Odsal Stadium, Bradford Zuschauer: 11.467 Schiedsrichter: Stuart Cummings |
| 5. Juli | Bericht        |         |           | Odsal Stadium, Bradford Zuschauer: 11.467 Schiedsrichter: Stuart Cummings |

| 5. Juli | Wigan Warriors | 26 : 25 | Castleford Tigers | Central Park, Wigan Zuschauer: 8.180 Schiedsrichter: Steve Clark |
| 5. Juli | Bericht        |         |                   | Central Park, Wigan Zuschauer: 8.180 Schiedsrichter: Steve Clark |

| 6. Juli | London Broncos | 45 : 8 | Sheffield Eagles | The Valley, London Zuschauer: 3.572 Schiedsrichter: Steve Presley |
| 6. Juli | Bericht        |        |                  | The Valley, London Zuschauer: 3.572 Schiedsrichter: Steve Presley |

| 7. Juli | Halifax Blue Sox | 25 : 18 | Warrington Wolves | Thrum Hall, Halifax Zuschauer: 4.274 Schiedsrichter: John Connolly |
| 7. Juli | Bericht          |         |                   | Thrum Hall, Halifax Zuschauer: 4.274 Schiedsrichter: John Connolly |

| 7. Juli | Leeds   | 26 : 28 | Oldham Bears | Headingley Carnegie Stadium, Leeds Zuschauer: 6.754 Schiedsrichter: Robert Connolly |
| 7. Juli | Bericht |         |              | Headingley Carnegie Stadium, Leeds Zuschauer: 6.754 Schiedsrichter: Robert Connolly |

| 7. Juli | Workington Town | 14 : 10 | Paris Saint-Germain | Derwent Park, Workington Zuschauer: 2.173 Schiedsrichter: Russell Smith |
| 7. Juli | Bericht         |         |                     | Derwent Park, Workington Zuschauer: 2.173 Schiedsrichter: Russell Smith |

## Runde 16
| 12. Juli | Bradford Bulls | 20 : 12 | Wigan Warriors | Odsal Stadium, Bradford Zuschauer: 17.360 Schiedsrichter: Russell Smith |
| 12. Juli | Bericht        |         |                | Odsal Stadium, Bradford Zuschauer: 17.360 Schiedsrichter: Russell Smith |

| 13. Juli | Paris Saint-Germain | 24 : 18 | London Broncos | Stade Sébastien Charléty, Paris Zuschauer: 9.114 Schiedsrichter: Stuart Cummings |
| 13. Juli | Bericht             |         |                | Stade Sébastien Charléty, Paris Zuschauer: 9.114 Schiedsrichter: Stuart Cummings |

| 14. Juli | Oldham Bears | 20 : 30 | Castleford Tigers | The Watersheddings, Oldham Zuschauer: 3.480 Schiedsrichter: David Campbell |
| 14. Juli | Bericht      |         |                   | The Watersheddings, Oldham Zuschauer: 3.480 Schiedsrichter: David Campbell |

| 14. Juli | St Helens | 58 : 20 | Halifax Blue Sox | Knowsley Road, St Helens Zuschauer: 9.283 Schiedsrichter: Steve Presley |
| 14. Juli | Bericht   |         |                  | Knowsley Road, St Helens Zuschauer: 9.283 Schiedsrichter: Steve Presley |

| 14. Juli | Sheffield Eagles | 34 : 31 | Leeds | Bramall Lane, Sheffield Zuschauer: 5.265 Schiedsrichter: Robert Connolly |
| 14. Juli | Bericht          |         |       | Bramall Lane, Sheffield Zuschauer: 5.265 Schiedsrichter: Robert Connolly |

| 14. Juli | Workington Town | 4 : 49 | Warrington Wolves | Derwent Park, Workington Zuschauer: 2.269 Schiedsrichter: Tim Mander |
| 14. Juli | Bericht         |        |                   | Derwent Park, Workington Zuschauer: 2.269 Schiedsrichter: Tim Mander |

## Runde 17
| 19. Juli | Oldham Bears | 18 : 54 | St Helens | Boundary Park, Oldham Zuschauer: 4.354 Schiedsrichter: Russell Smith |
| 19. Juli | Bericht      |         |           | Boundary Park, Oldham Zuschauer: 4.354 Schiedsrichter: Russell Smith |

| 20. Juli | Paris Saint-Germain | 20 : 24 | Wigan Warriors | Stade Sébastien Charléty, Paris Zuschauer: 5.428 Schiedsrichter: David Campbell |
| 20. Juli | Bericht             |         |                | Stade Sébastien Charléty, Paris Zuschauer: 5.428 Schiedsrichter: David Campbell |

| 20. Juli | Warrington Wolves | 20 : 30 | Bradford Bulls | Wilderspool Stadium, Warrington Zuschauer: 8.423 Schiedsrichter: Stuart Cummings |
| 20. Juli | Bericht           |         |                | Wilderspool Stadium, Warrington Zuschauer: 8.423 Schiedsrichter: Stuart Cummings |

| 21. Juli | Castleford Tigers | 36 : 31 | Sheffield Eagles | Wheldon Road, Castleford Zuschauer: 4.524 Schiedsrichter: Robert Connolly |
| 21. Juli | Bericht           |         |                  | Wheldon Road, Castleford Zuschauer: 4.524 Schiedsrichter: Robert Connolly |

| 21. Juli | Halifax Blue Sox | 74 : 14 | Workington Town | Thrum Hall, Halifax Zuschauer: 4.374 Schiedsrichter: John Connolly |
| 21. Juli | Bericht          |         |                 | Thrum Hall, Halifax Zuschauer: 4.374 Schiedsrichter: John Connolly |

| 21. Juli | London Broncos | 33 : 16 | Leeds | The Valley, London Zuschauer: 3.900 Schiedsrichter: Steve Presley |
| 21. Juli | Bericht        |         |       | The Valley, London Zuschauer: 3.900 Schiedsrichter: Steve Presley |

## Runde 18
| 27. Juli | London Broncos | 28 : 32 | St Helens | The Valley, London Zuschauer: 6.286 Schiedsrichter: Stuart Cummings |
| 27. Juli | Bericht        |         |           | The Valley, London Zuschauer: 6.286 Schiedsrichter: Stuart Cummings |

| 28. Juli | Bradford Bulls | 56 : 0 | Oldham Bears | Odsal Stadium, Bradford Zuschauer: 9.849 Schiedsrichter: David Campbell |
| 28. Juli | Bericht        |        |              | Odsal Stadium, Bradford Zuschauer: 9.849 Schiedsrichter: David Campbell |

| 28. Juli | Leeds   | 34 : 12 | Paris Saint-Germain | Headingley Carnegie Stadium, Leeds Zuschauer: 6.479 Schiedsrichter: Colin Morris |
| 28. Juli | Bericht |         |                     | Headingley Carnegie Stadium, Leeds Zuschauer: 6.479 Schiedsrichter: Colin Morris |

| 28. Juli | Sheffield Eagles | 28 : 22 | Warrington Wolves | Bramall Lane, Sheffield Zuschauer: 4.000 Schiedsrichter: John Connolly |
| 28. Juli | Bericht          |         |                   | Bramall Lane, Sheffield Zuschauer: 4.000 Schiedsrichter: John Connolly |

| 28. Juli | Wigan Warriors | 34 : 26 | Halifax Blue Sox | Central Park, Wigan Zuschauer: 8.221 Schiedsrichter: Russell Smith |
| 28. Juli | Bericht        |         |                  | Central Park, Wigan Zuschauer: 8.221 Schiedsrichter: Russell Smith |

| 28. Juli | Workington Town | 20 : 46 | Castleford Tigers | Derwent Park, Workington Zuschauer: 1.622 Schiedsrichter: Robert Connolly |
| 28. Juli | Bericht         |         |                   | Derwent Park, Workington Zuschauer: 1.622 Schiedsrichter: Robert Connolly |

## Runde 19
| 2. August | Castleford Tigers | 16 : 20 | St Helens | Wheldon Road, Castleford Zuschauer: 6.143 Schiedsrichter: David Campbell |
| 2. August | Bericht           |         |           | Wheldon Road, Castleford Zuschauer: 6.143 Schiedsrichter: David Campbell |

| 3. August | Sheffield Eagles | 12 : 54 | Wigan Warriors | Bramall Lane, Sheffield Zuschauer: 5.103 Schiedsrichter: Steve Presley |
| 3. August | Bericht          |         |                | Bramall Lane, Sheffield Zuschauer: 5.103 Schiedsrichter: Steve Presley |

| 4. August | Halifax Blue Sox | 56 : 10 | Paris Saint-Germain | Thrum Hall, Halifax Zuschauer: 4.819 Schiedsrichter: John Connolly |
| 4. August | Bericht          |         |                     | Thrum Hall, Halifax Zuschauer: 4.819 Schiedsrichter: John Connolly |

| 4. August | Leeds   | 18 : 56 | Bradford Bulls | Headingley Carnegie Stadium, Leeds Zuschauer: 10.505 Schiedsrichter: Stuart Cummings |
| 4. August | Bericht |         |                | Headingley Carnegie Stadium, Leeds Zuschauer: 10.505 Schiedsrichter: Stuart Cummings |

| 4. August | London Broncos | 20 : 13 | Warrington Wolves | The Valley, London Zuschauer: 6.903 Schiedsrichter: Russell Smith |
| 4. August | Bericht        |         |                   | The Valley, London Zuschauer: 6.903 Schiedsrichter: Russell Smith |

| 4. August | Workington Town | 24 : 30 | Oldham Bears | Derwent Park, Workington Zuschauer: 1.759 Schiedsrichter: Peter Taberner |
| 4. August | Bericht         |         |              | Derwent Park, Workington Zuschauer: 1.759 Schiedsrichter: Peter Taberner |

## Runde 20
| 9. August | Wigan Warriors | 68 : 14 | Leeds | Central Park, Wigan Zuschauer: 7.814 Schiedsrichter: Steve Presley |
| 9. August | Bericht        |         |       | Central Park, Wigan Zuschauer: 7.814 Schiedsrichter: Steve Presley |

| 10. August | Paris Saint-Germain | 12 : 32 | St Helens | Stade Sébastien Charléty, Paris Zuschauer: 4.050 Schiedsrichter: Robert Connolly |
| 10. August | Bericht             |         |           | Stade Sébastien Charléty, Paris Zuschauer: 4.050 Schiedsrichter: Robert Connolly |

| 10. August | Warrington Wolves | 38 : 24 | Castleford Tigers | Wilderspool Stadium, Warrington Zuschauer: 4.277 Schiedsrichter: David Campbell |
| 10. August | Bericht           |         |                   | Wilderspool Stadium, Warrington Zuschauer: 4.277 Schiedsrichter: David Campbell |

| 11. August | Oldham Bears | 14 : 22 | London Broncos | The Watersheddings, Oldham Zuschauer: 2.327 Schiedsrichter: John Connolly |
| 11. August | Bericht      |         |                | The Watersheddings, Oldham Zuschauer: 2.327 Schiedsrichter: John Connolly |

| 11. August | Sheffield Eagles | 42 : 28 | Halifax Blue Sox | Don Valley Stadium, Sheffield Zuschauer: 3.201 Schiedsrichter: Russell Smith |
| 11. August | Bericht          |         |                  | Don Valley Stadium, Sheffield Zuschauer: 3.201 Schiedsrichter: Russell Smith |

| 11. August | Workington Town | 14 : 28 | Bradford Bulls | Derwent Park, Workington Zuschauer: 2.430 Schiedsrichter: Nick Oddy |
| 11. August | Bericht         |         |                | Derwent Park, Workington Zuschauer: 2.430 Schiedsrichter: Nick Oddy |

## Runde 21
| 16. August | Warrington Wolves | 42 : 24 | Oldham Bears | Wilderspool Stadium, Warrington Zuschauer: 3.800 Schiedsrichter: Robert Connolly |
| 16. August | Bericht           |         |              | Wilderspool Stadium, Warrington Zuschauer: 3.800 Schiedsrichter: Robert Connolly |

| 17. August | Castleford Tigers | 22 : 18 | Paris Saint-Germain | Wheldon Road, Castleford Zuschauer: 4.473 Schiedsrichter: Steve Ganson |
| 17. August | Bericht           |         |                     | Wheldon Road, Castleford Zuschauer: 4.473 Schiedsrichter: Steve Ganson |

| 17. August | London Broncos | 13 : 34 | Wigan Warriors | The Valley, London Zuschauer: 10.014 Schiedsrichter: David Campbell |
| 17. August | Bericht        |         |                | The Valley, London Zuschauer: 10.014 Schiedsrichter: David Campbell |

| 18. August | Bradford Bulls | 26 : 27 | Halifax Blue Sox | Odsal Stadium, Bradford Zuschauer: 13.196 Schiedsrichter: Steve Presley |
| 18. August | Bericht        |         |                  | Odsal Stadium, Bradford Zuschauer: 13.196 Schiedsrichter: Steve Presley |

| 18. August | Leeds   | 68 : 28 | Workington Town | Headingley Carnegie Stadium, Leeds Zuschauer: 4.956 Schiedsrichter: Stuart Cummings |
| 18. August | Bericht |         |                 | Headingley Carnegie Stadium, Leeds Zuschauer: 4.956 Schiedsrichter: Stuart Cummings |

| 18. August | St Helens | 68 : 2 | Sheffield Eagles | Knowsley Road, St Helens Zuschauer: 9.021 Schiedsrichter: Russell Smith |
| 18. August | Bericht   |        |                  | Knowsley Road, St Helens Zuschauer: 9.021 Schiedsrichter: Russell Smith |

## Runde 22
| 24. August | Paris Saint-Germain | 14 : 27 | Bradford Bulls | Stade Sébastien Charléty, Paris Zuschauer: 6.152 Schiedsrichter: Paul Lee |
| 24. August | Bericht             |         |                | Stade Sébastien Charléty, Paris Zuschauer: 6.152 Schiedsrichter: Paul Lee |

| 24. August | Wigan Warriors | 78 : 4 | Workington Town | Central Park, Wigan Zuschauer: 6.466 Schiedsrichter: Russell Smith |
| 24. August | Bericht        |        |                 | Central Park, Wigan Zuschauer: 6.466 Schiedsrichter: Russell Smith |

| 25. August | Halifax Blue Sox | 64 : 24 | Leeds | Thrum Hall, Halifax Zuschauer: 5.287 Schiedsrichter: Graham Shaw |
| 25. August | Bericht          |         |       | Thrum Hall, Halifax Zuschauer: 5.287 Schiedsrichter: Graham Shaw |

| 25. August | London Broncos | 56 : 0 | Castleford Tigers | The Valley, London Zuschauer: 3.500 Schiedsrichter: Stuart Cummings |
| 25. August | Bericht        |        |                   | The Valley, London Zuschauer: 3.500 Schiedsrichter: Stuart Cummings |

| 25. August | Oldham Bears | 34 : 25 | Sheffield Eagles | The Watersheddings, Oldham Zuschauer: 2.515 Schiedsrichter: Steve Ganson |
| 25. August | Bericht      |         |                  | The Watersheddings, Oldham Zuschauer: 2.515 Schiedsrichter: Steve Ganson |

| 26. August | St Helens | 66 : 14 | Warrington Wolves | Knowsley Road, St Helens Zuschauer: 18.098 Schiedsrichter: David Campbell |
| 26. August | Bericht   |         |                   | Knowsley Road, St Helens Zuschauer: 18.098 Schiedsrichter: David Campbell |